# Plan Delors-Scrivener
Pour les articles homonymes, voir Scrivener.
Le plan Delors-Scrivener était un plan sur l'aménagement des TVA européennes présenté en octobre 1989 par la Commission européenne sous la direction de Jacques Delors et Christiane Scrivener, commissaire européen aux Finances.
Son but était de placer au plus vite les entreprises européennes dans une situation de marché unifié dans l'esprit de l'Acte unique européen de 1987. Il prévoyait une détaxation à l'exportation et par une taxation dans le pays d'origine, producteur et vendeur. Ce système avait pour but à terme d'unifier et de réduire les écarts entre les taux de TVA. Il prévoyait aussi qu'à compter du 1er janvier 1993, les ressortissants de la communauté européenne pourrait faire leurs achats dans les pays de leur choix afin de profiter des taux de TVA les plus faibles.
Le 9 octobre 1989 le plan est rejeté à l'unanimité par les ministres des Finances des Douze, car selon eux il présentait deux inconvénients majeurs :
- il favorisait les pays à commerce extérieur excédentaire. Par exemple, l'Allemagne aurait perçu la TVA une première fois sur les produits consommés sur place et une deuxième fois sur ceux exportés ;
- il pénalisait les pays à taux de TVA élevé comme l'Italie (38 %), la Grèce (36 %), l'Espagne et la Belgique (33 %), le Portugal (30 %) et la France (25 %). Par exemple, une voiture française vendue en France comme dans toute l'UE aurait supporté une TVA de 25 % alors qu'une voiture allemande, vendue dans cette même UE n'aurait supporté qu'une TVA de 14 %, créant ainsi une distorsion commerciale insupportable.

Ce différentiel de TVA aurait eu deux autres conséquences importantes induites pour les pays à fort taux de TVA :
- il y aurait eu un risque très important de délocalisation d'une partie de leur activité économique vers les pays à taux de TVA faible pour profiter du différentiel des taux transformé en avantage commercial ;
- ils pouvaient perdre une bonne partie de leurs recettes fiscales au profit de ceux qui ont la TVA le plus basse.

Aux pays inquiets de cette libéralisation, les experts de la Commission avait proposé la mise en place progressive et des « arrangements spécifiques » sous forme d'un mécanisme ressemblant aux « montants compensatoires monétaires » (MCM), ce même mécanisme qui avait progressivement paralysé la politique agricole commune.